# 回憶塞繆爾·約翰遜博士
《回憶塞繆爾·約翰遜博士》（英語：A Reminiscence of Dr. Samuel Johnson）是美國恐怖小說作家霍華德·菲利普斯·洛夫克拉夫特於1917年寫作的一個短篇小說。它最初以化名Humphrey Littlewit, Esq.的名義發表在1917年9月的United Amateur雜誌上。
這個故事是對洛夫克拉夫特古物學情結的一個惡搞。敘事者小機智出生於1690年8月20日，比洛夫克拉夫特的出生日期早了200年，使他在撰寫回憶錄時幾乎已經228歲了。
評論家丹尼爾·哈姆斯寫道，“雖然這不是他最有靈感的作品之一，但至少表明洛夫克拉夫特意識到自己一直在假裝……成為一位年長的、有文化的紳士，並且可以嘲笑自己。”

## 外部連結
- 维基文库中的文獻全文：回憶塞繆爾·約翰遜博士
- A collection of public domain H. P. Lovecraft short fiction - Standard Ebooks
- 列在網路推理小說資料庫中的《回憶塞繆爾·約翰遜博士》
- Full-text （页面存档备份，存于） at The H. P. Lovecraft Archive.
- LibriVox中的公有领域有声书《A Reminiscence Of Dr. Samuel Johnson》